# Eupithecia amathes
Eupithecia amathes är en fjärilsart som beskrevs av Louis Beethoven Prout 1926. Eupithecia amathes ingår i släktet Eupithecia och familjen mätare. Inga underarter finns listade i Catalogue of Life.